# Cobonne
Cobonne est une commune française située dans le département de la Drôme, en région Auvergne-Rhône-Alpes.
Ses habitants sont dénommés les Cobonnois.

## Géographie

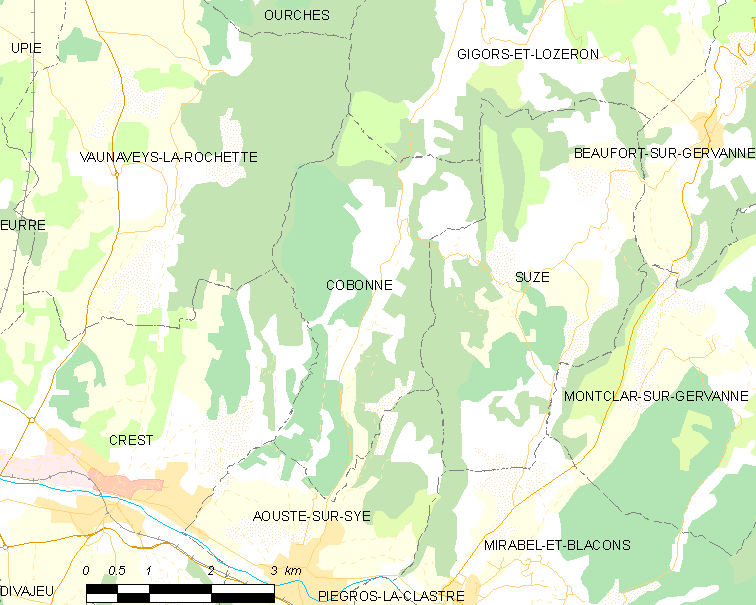
Plan de la commune de Cobonne.

### Localisation
Cobonne est située dans la vallée de la Sye, elle-même située à l'ouest de la vallée de la Gervanne.
La mairie se situe à 8 km au nord-est de Crest et à 33 km à l'est de Valence, préfecture de la Drôme, ainsi qu'à 140 km de Lyon, préfecture de la région Auvergne-Rhône-Alpes.

### Communes limitrophes
Le territoire de la commune est limitrophe de ceux de cinq communes :
| Vaunaveys-la-Rochette | Gigors-et-Lozeron |      |
| Crest                 | Cobonne           | Suze |
|                       | Aouste-sur-Sye    |      |

### Hydrographie
Le territoire communal est traversé, selon un axe nord-sud (légèrement orienté vers le sud-ouest) par le torrent de la Sye, affluent de la Drôme, d'une longueur totale de 12 km.
La source de cette rivière est estimée à une altitude de 706 m, au pied du plateau de Savel sur le territoire de la commune de Gigors-et-Lozeron.

### Climat
Pour des articles plus généraux, voir Climat d'Auvergne-Rhône-Alpes et Climat de la Drôme.
En 2010, le climat de la commune est de type climat méditerranéen altéré, selon une étude du CNRS s'appuyant sur une série de données couvrant la période 1971-2000. En 2020, Météo-France publie une typologie des climats de la France métropolitaine dans laquelle la commune est exposée à un climat de montagne ou de marges de montagne et est dans une zone de transition entre les régions climatiques « Moyenne vallée du Rhône » et « Alpes du sud ». 
Pour la période 1971-2000, la température annuelle moyenne est de 12,3 °C, avec une amplitude thermique annuelle de 17,5 °C. Le cumul annuel moyen de précipitations est de 1 004 mm, avec 8,3 jours de précipitations en janvier et 4,9 jours en juillet. Pour la période 1991-2020, la température moyenne annuelle observée sur la station météorologique de Météo-France la plus proche, « Beaufort-S-Gervanne », sur la commune de Beaufort-sur-Gervanne à 6 km à vol d'oiseau, est de 12,8 °C et le cumul annuel moyen de précipitations est de 936,4 mm,. Pour l'avenir, les paramètres climatiques de la commune estimés pour 2050 selon différents scénarios d'émission de gaz à effet de serre sont consultables sur un site dédié publié par Météo-France en novembre 2022.

## Urbanisme

### Typologie
Au 1er janvier 2024, Cobonne est catégorisée commune rurale à habitat très dispersé, selon la nouvelle grille communale de densité à 7 niveaux définie par l'Insee en 2022.
Elle est située hors unité urbaine. Par ailleurs la commune fait partie de l'aire d'attraction de Crest, dont elle est une commune de la couronne,. Cette aire, qui regroupe 17 communes, est catégorisée dans les aires de moins de 50 000 habitants,.

### Occupation des sols
L'occupation des sols de la commune, telle qu'elle ressort de la base de données européenne d’occupation biophysique des sols Corine Land Cover (CLC), est marquée par l'importance des forêts et milieux semi-naturels (62,8 % en 2018), en diminution par rapport à 1990 (64 %). La répartition détaillée en 2018 est la suivante : forêts (62,8 %), zones agricoles hétérogènes (17,9 %), prairies (16 %), terres arables (3,3 %), zones urbanisées (0,1 %). L'évolution de l’occupation des sols de la commune et de ses infrastructures peut être observée sur les différentes représentations cartographiques du territoire : la carte de Cassini (XVIIIe siècle), la carte d'état-major (1820-1866) et les cartes ou photos aériennes de l'IGN pour la période actuelle (1950 à aujourd'hui).

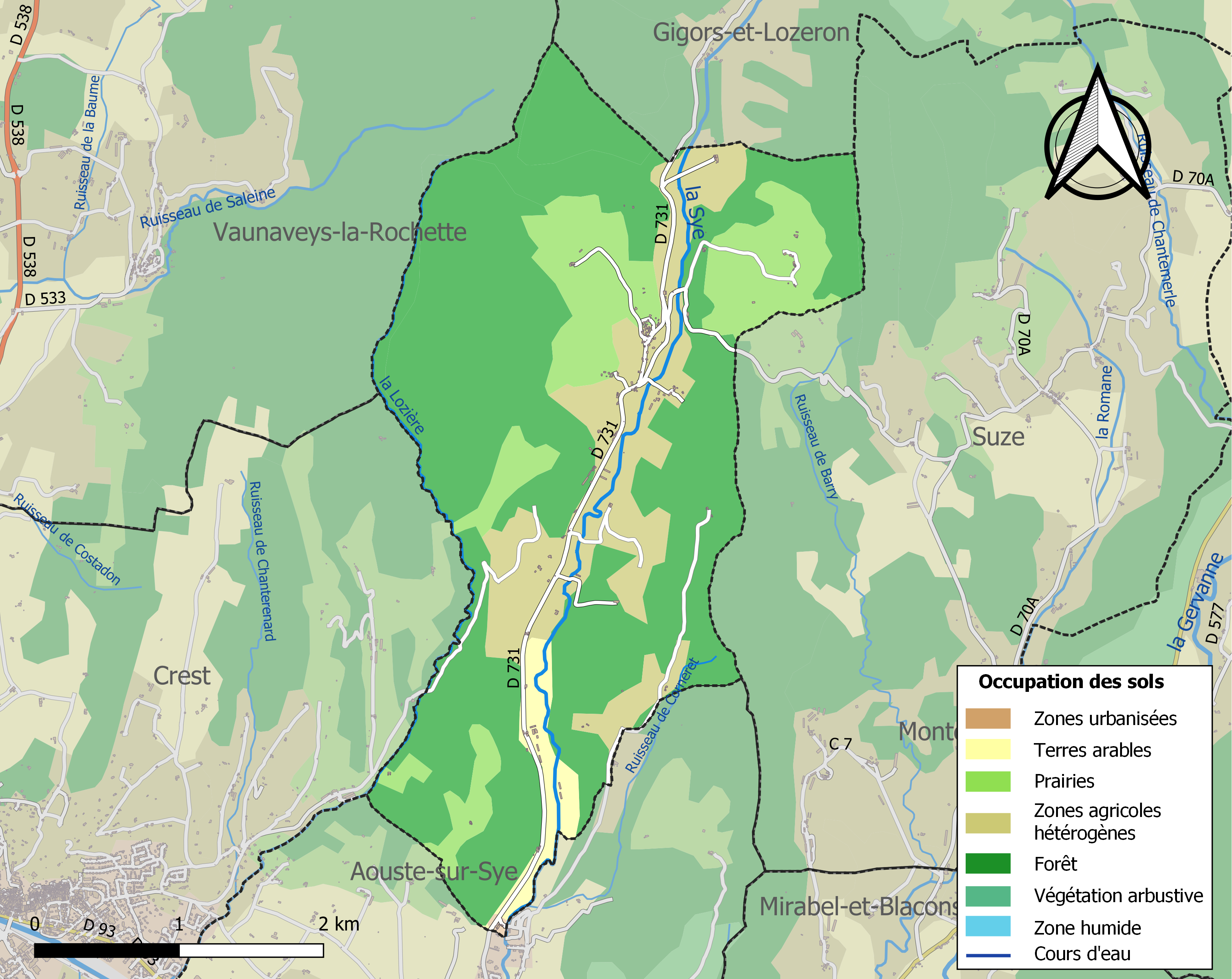
Carte des infrastructures et de l'occupation des sols de la commune en 2018 (CLC).

### Morphologie urbaine
Situé au sud du massif préalpin du Vercors, le bourg ancien se présente sous la forme d'un village perché dominant la vallée de la Sye.
La plus grande partie du territoire de la commune est située dans la vallée de la Sye, tandis que le vieux village de Cobonne, situé au nord du territoire, est répertorié comme un village perché du Val-de-Drôme, lieu d'une ancienne fortification.
Il s'agit d'un village à vocation rurale dont la grande majorité des habitations sont situées le long d'une unique route départementale remontant un torrent qui s'écoule depuis les contreforts du massif du Vercors. L'ancien bourg a été restauré et attire de nombreux touristes durant la période estivale.

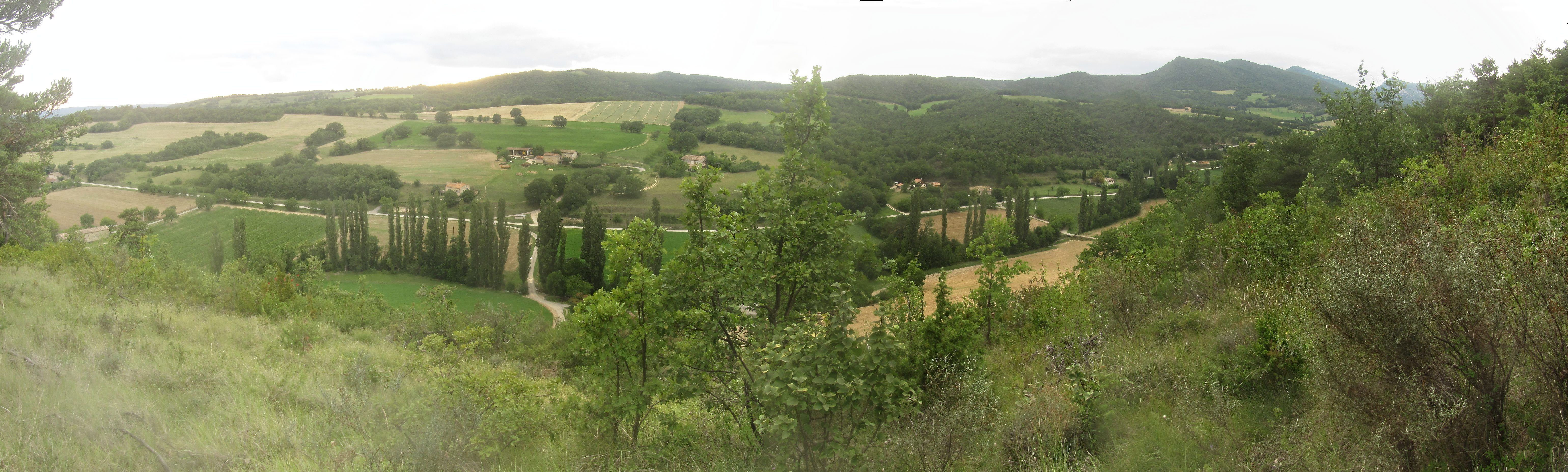
La vallée de la Sye et le territoire de la commune de Cobonne (le vieux village est situé en haut à droite de la photo)

#### Quartiers, hameaux et lieux-dits
Site Géoportail (carte IGN) :
- Baume Rousse
- Bénistan
- Bouliane
- la Bouillonne
- la Combe
- la Gaye [nord]
- la Gaye [sud]
- la Grange
- le Moulin
- le Pont
- les Claus
- les Reynoirs
- Marianne
- Martinon
- Mourier
- Peyrinier
- Roland
- Tournon
- Tramelas
- Triolet

### Voies de communication et transports
La commune de Cobonne est situé hors des grands axes de communinication. Elle est cependant traversée par un axe secondaire, la route départementale No 731 (RD 731) qui relie la commune d'Aouste-sur-Sye et la commune de Gigors-et-Lozeron.
Cette route se raccorde au sud à la RD 93 qui relie Crest à Aspres-sur-Buëch et au nord à la RD 732 qui relie Beaufort-sur-Gervanne à Combovin.

## Toponymie

### Attestations
Dictionnaire topographique du département de la Drôme :
- 1240 : Cobona (chartes valent., 12).
- 1251 : villa de Cobonna (cartulaire de Léoncel, 173).
- 1282 : Combonno (cartulaire de Léoncel, 245).
- XIVe siècle : mention de la paroisse : capella de Cobono (pouillé de Die).
- 1449 : mention de la paroisse : capella de Cobona (pouillé hist.).
- 1509 : mention de l'église Saint-Pierre : ecclesia Sancti Petri de Cobona (visites épiscopales).
- XVIIe siècle : Couboune (archives de la Drôme, E 509).
- 1788 : Coubonne (alman. du Dauphiné).
- 1891 : Cobonne, commune du canton de Crest-Nord.

### Étymologie
Le toponyme est peut-être issu du gaulois cumba signifiant « combe » et décrivant une petite vallée entourée de montagnes[réf. nécessaire].

## Histoire
Pour un article plus général, voir Histoire de la Drôme.

### Protohistoire
Période celtique : le territoire fait partie de la tribu gauloise des Voconces.

### Antiquité: les Gallo-romains
À la suite de la conquête romaine de la Gaule, un village gallo-romain est créé. Il est situé non loin de l'ancienne agglomération nommée Augusta Vocontiorum (ville actuelle d'Aouste-sur-Sye).

### Du Moyen Âge à la Révolution
Vers l'an 1000, le territoire est rattaché au royaume de Bourgogne[réf. nécessaire].
La seigneurie :
- Au point de vue féodal, c'était un terre (ou seigneurie) démembrée de celle de Gigors.
- Possession des comtes de Valentinois.
- 1291 : elle est donnée aux Quint.
- Peu de temps après : elle passe (par mariage) aux Reynaud.
- 1331 : vendue aux Clermont-Montoison, derniers seigneurs.

Avant 1790, Cobonne fait partie de l'élection de Montélimar et de la subdélégation et sénéchaussée de Crest.

Elle formait une paroisse du diocèse de Die dont l'église était dédiée à saint Pierre et dont les dîmes appartenaient au prieur de Gigors qui présentait à la cure.

### De la Révolution à nos jours
En 1790, la commune est comprise dans le canton d'Aouste. La réorganisation de l'an VIII (1799-1800) la place dans celui de Crest-Nord.
Pendant la Seconde guerre mondiale, des combats se déroulèrent dans les vallées de la Gervanne et de la Sye. Le village, situé dans une zone de maquis, a subi un bombardement intensif de la part des Allemands. Il fut quasiment abandonné par la suite[réf. nécessaire].
Depuis, la commune s'est peu à peu repeuplée et, dans les années 1970, des citadins ont restauré certaines maisons.

## Politique et administration

### Liste des maires
| Période                                                                      | Période                        | Identité                              | Étiquette        | Qualité                                            |
| ---------------------------------------------------------------------------- | ------------------------------ | ------------------------------------- | ---------------- | -------------------------------------------------- |
| Les données manquantes sont à compléter. : de la Révolution au Second Empire |                                |                                       |                  |                                                    |
| 1790                                                                         | 1871                           | ?                                     |                  |                                                    |
| Les données manquantes sont à compléter. : depuis la fin du Second Empire    |                                |                                       |                  |                                                    |
| 1871                                                                         | 1874                           | ?                                     |                  |                                                    |
| 1874                                                                         | 1878                           | ?                                     |                  |                                                    |
| 1878                                                                         | 1884                           | ?                                     |                  |                                                    |
| 1884                                                                         | 1888                           | ?                                     |                  |                                                    |
| 1888                                                                         | 1892                           | ?                                     |                  |                                                    |
| 1892                                                                         | 1896                           | ?                                     |                  |                                                    |
| 1896                                                                         | 1900                           | ?                                     |                  |                                                    |
| 1900                                                                         | 1904                           | ?                                     |                  |                                                    |
| 1904                                                                         | 1908                           | Antoine Lombard                       |                  | conseiller d'arrondissement (Canton de Crest-Nord) |
| 1908                                                                         | 1912                           | ?                                     |                  |                                                    |
| 1912                                                                         | 1919                           | ?                                     |                  |                                                    |
| 1919                                                                         | 1925                           | ?                                     |                  |                                                    |
| 1925                                                                         | 1929                           | ?                                     |                  |                                                    |
| 1929                                                                         | 1935                           | ?                                     |                  |                                                    |
| 1935                                                                         | 1945                           | ?                                     |                  |                                                    |
| 1945                                                                         | 1947                           | ?                                     |                  |                                                    |
| 1947                                                                         | 1953                           | ?                                     |                  |                                                    |
| 1953                                                                         | 1959                           | ?                                     |                  |                                                    |
| 1959                                                                         | 1965                           | ?                                     |                  |                                                    |
| 1965                                                                         | 1971                           | ?                                     |                  |                                                    |
| 1971                                                                         | 1977                           | ?                                     |                  |                                                    |
| 1977                                                                         | 1983                           | ?                                     |                  |                                                    |
| 1983                                                                         | 1989                           | ?                                     |                  |                                                    |
| 1989                                                                         | 1995                           | ?                                     |                  |                                                    |
| 1995                                                                         | 2001                           | Michèle Gascoin                       |                  |                                                    |
| 2001                                                                         | 2008                           | Michèle Gascoin                       |                  | maire sortante                                     |
| 2008                                                                         | 2014                           | Michèle Gascoin                       |                  | maire sortante                                     |
| 2014                                                                         | 2020                           | José Lothe                            | (sans étiquette) | retraité de l'enseignement                         |
| 2020                                                                         | En cours (au 26 novembre 2020) | Philippe Ribiere[source insuffisante] |                  |                                                    |

### Rattachements administratifs et électoraux
Administrativement la commune est comprise dans l'arrondissement de Die, dans le canton de Crest.

Elle est également une commune adhérente de la communauté de communes du Val de Drôme qui comprend trente communes et dont le siège est situé à Eurre.

### Jumelages
En 2020, la commune n'est pas répertoriée sur les annuaires de jumelage.

## Équipements et services publics

### Enseignement
Deux écoles accueillent les enfants de la commune, qui est rattachée à l'académie de Grenoble :
- l'école maternelle de la commune voisine d'Aouste-sur-Sye accueille les enfants de petite et grande section ;
- l'école primaire de Cobonne (quartier Chamblard) accueille les grandes sections de maternelle et les primaires.

## Population et société

### Démographie
L'évolution du nombre d'habitants est connue à travers les recensements de la population effectués dans la commune depuis 1793. Pour les communes de moins de 10 000 habitants, une enquête de recensement portant sur toute la population est réalisée tous les cinq ans, les populations de référence des années intermédiaires étant quant à elles estimées par interpolation ou extrapolation. Pour la commune, le premier recensement exhaustif entrant dans le cadre du nouveau dispositif a été réalisé en 2005.

En 2022, la commune comptait 168 habitants, en évolution de +3,07 % par rapport à 2016 (Drôme : +2,64 %, France hors Mayotte : +2,11 %).
| 1793 | 1800 | 1806 | 1821 | 1831 | 1836 | 1841 | 1846 | 1851 |
| ---- | ---- | ---- | ---- | ---- | ---- | ---- | ---- | ---- |
| 260  | 141  | 241  | 253  | 244  | 246  | 245  | 251  | 263  |

| 1856 | 1861 | 1866 | 1872 | 1876 | 1881 | 1886 | 1891 | 1896 |
| ---- | ---- | ---- | ---- | ---- | ---- | ---- | ---- | ---- |
| 255  | 256  | 249  | 211  | 205  | 206  | 272  | 214  | 219  |

| 1901 | 1906 | 1911 | 1921 | 1926 | 1931 | 1936 | 1946 | 1954 |
| ---- | ---- | ---- | ---- | ---- | ---- | ---- | ---- | ---- |
| 208  | 214  | 181  | 157  | 133  | 154  | 142  | 120  | 115  |

| 1962 | 1968 | 1975 | 1982 | 1990 | 1999 | 2005 | 2006 | 2010 |
| ---- | ---- | ---- | ---- | ---- | ---- | ---- | ---- | ---- |
| 124  | 116  | 96   | 117  | 119  | 130  | 156  | 158  | 165  |

| 2015 | 2020 | 2022 | - | - | - | - | - | - |
| ---- | ---- | ---- | - | - | - | - | - | - |
| 164  | 170  | 168  | - | - | - | - | - | - |

Début XXIe siècle : il reste encore quelques paysans originaires de la commune et des environs mais il y a une importante population de néoruraux, notamment dans la partie basse de la vallée de la Sye, en grande partie due au fait que l'agglomération valentinoise, bassin principal d'emplois de la région, est située à moins de 35 km du centre de la commune[réf. nécessaire].

### Manifestations culturelles et festivités
La fête locale est célébrée le 15 août.

### Loisirs
- Pêche[25].
- Randonnées[25].

### Médias
- Historiquement, le quotidien à grand tirage Le Dauphiné libéré consacre, chaque jour, y compris le dimanche, dans son édition de Valence au Diois, un ou plusieurs articles à l'actualité de la communauté de communes, du canton, ainsi que des informations sur les éventuelles manifestations locales, les travaux routiers, et autres événements divers à caractère local.
- L'Impartial de la Drôme est un hebdomadaire régional distribué dans le département.
- Ici Drôme Ardèche est une radio publique diffusée sur tout le territoire du département de la Drome.

### Cultes
La communauté catholique et l'église paroissiale (propriété de la commune) sont rattachées à la paroisse Sainte Famille du Crestois, elle même dépendante du diocèse de Valence.

## Économie

### Agriculture
En 1992 : céréales, ovins, élevage de faisans.

## Culture locale et patrimoine

### Lieux et monuments
- Église Saint-Pierre : elle dépendait du prieuré voisin de saint-Pierre de Gigors. Le premier édifice religieux fut construit au XIIe siècle. En 1998, des travaux de restauration ont été entrepris et comprenaient une réfection complète de la toiture, la reprise des maçonneries extérieures et des enduits intérieurs. Le décapage de ces maçonneries a permis de découvrir des peintures murales d'origine médiévale[27].

La cloche est un objet classé (C).
- Restes d'enceintes du XIVe siècle avec une tour cylindrique appuyée sur l'abside de l'église romane (aujourd'hui détruite) et la porte de la Herse avec passage couvert d'un arc brisé et assommoir entre deux voûtes en tuf[réf. nécessaire].
- Four à pain banal, visible dans la rue principale[réf. nécessaire].

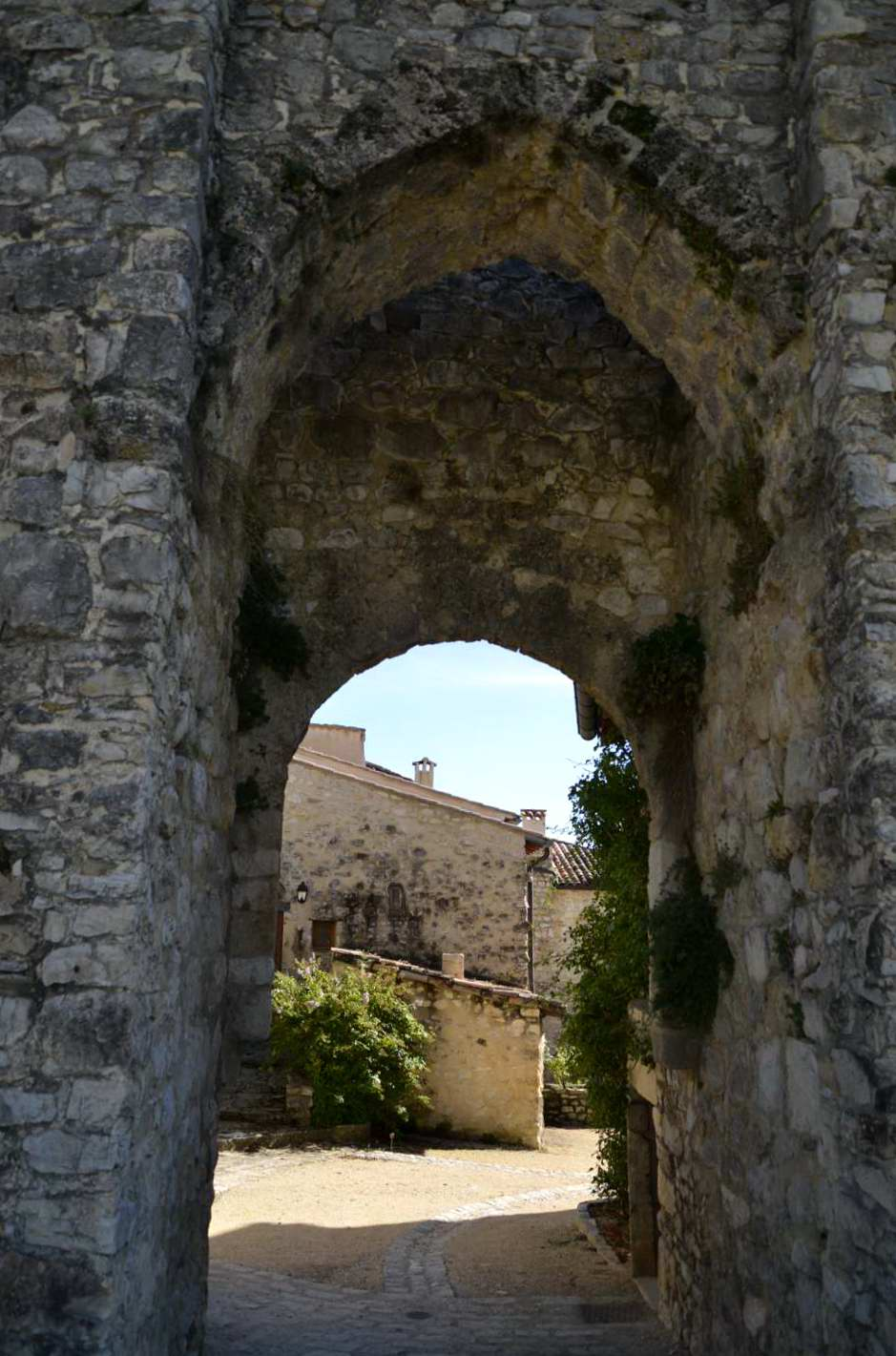
Porte de la Herse.
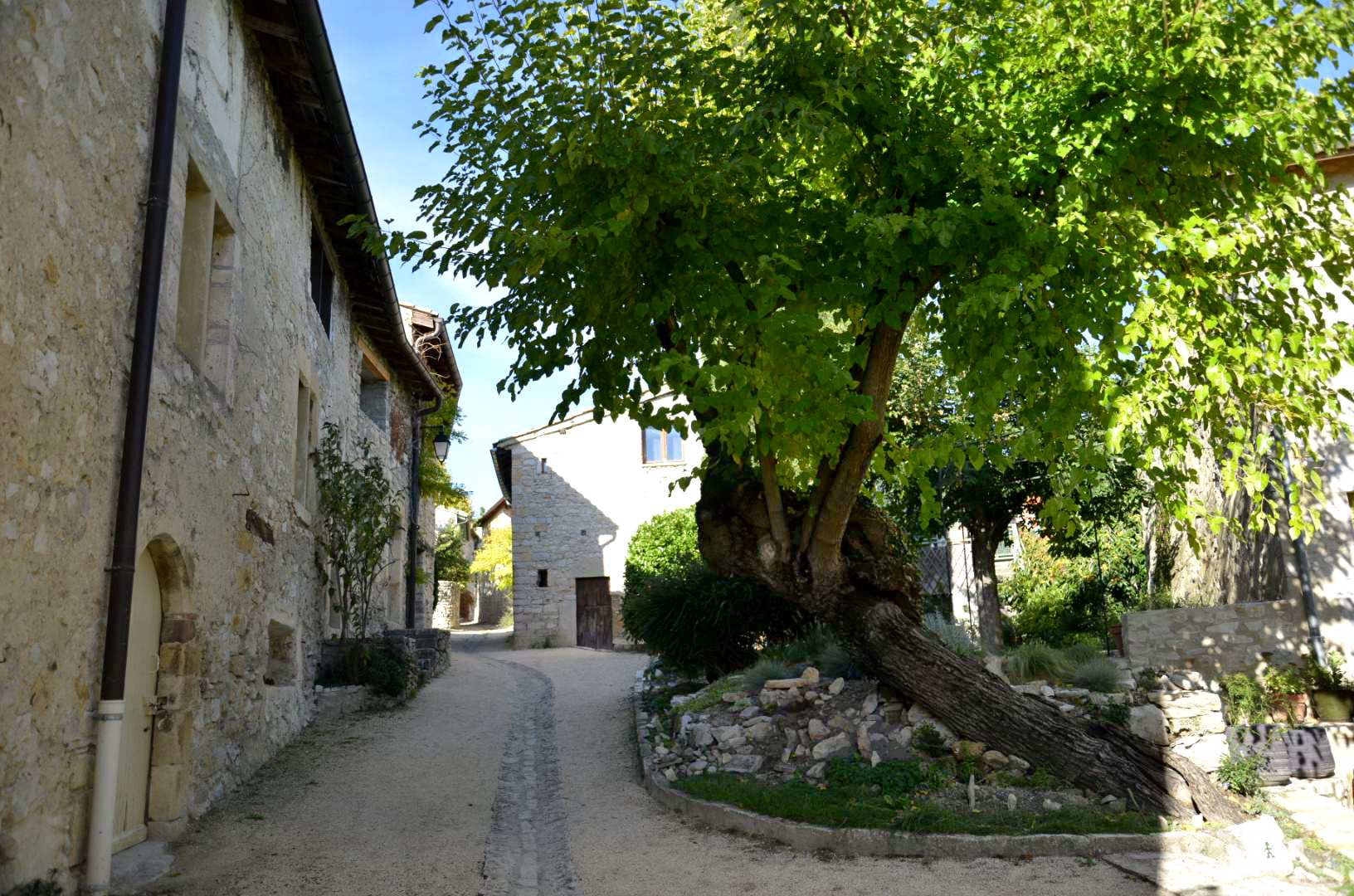
Place du village.
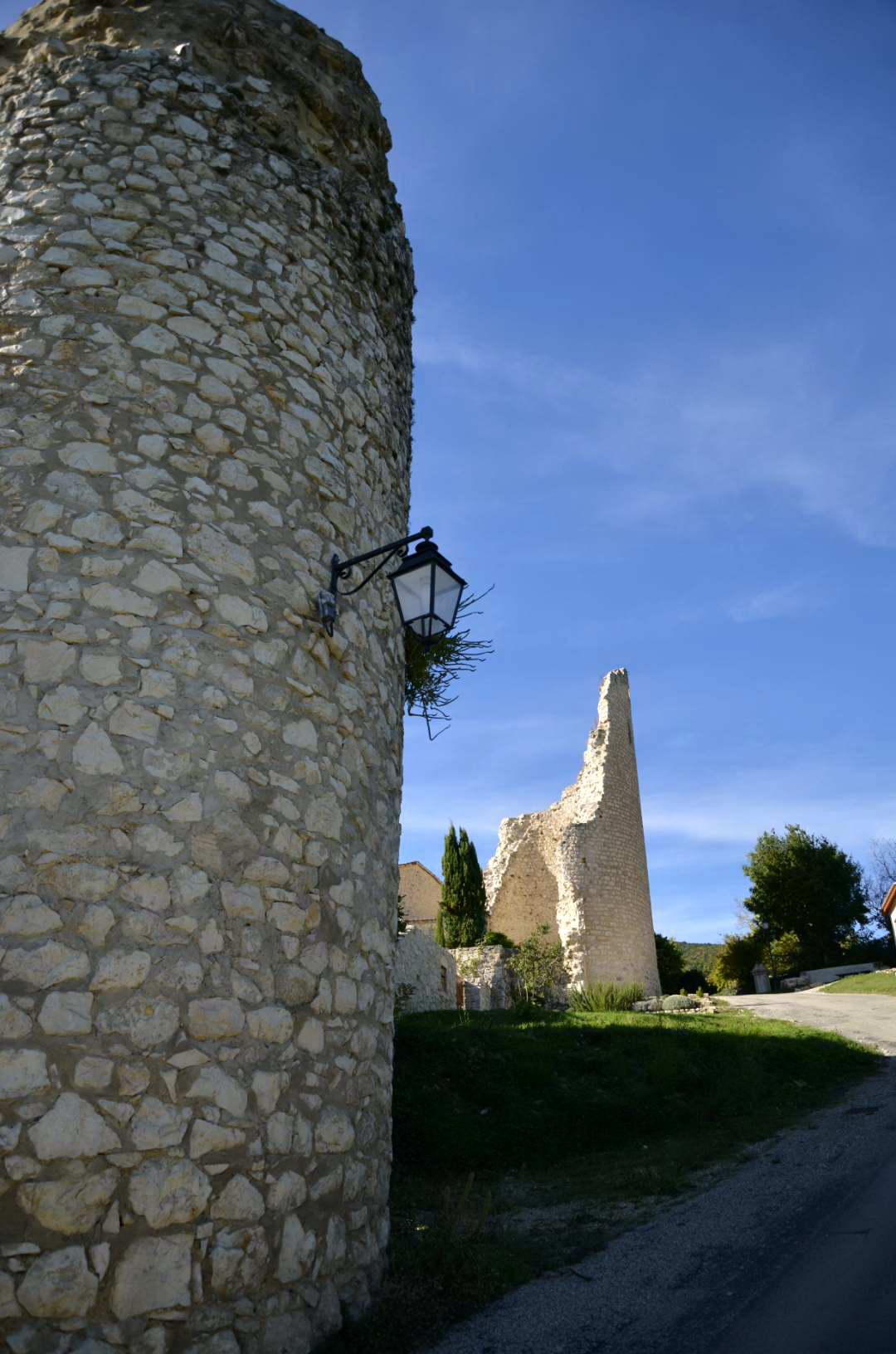
Ruines du donjon.
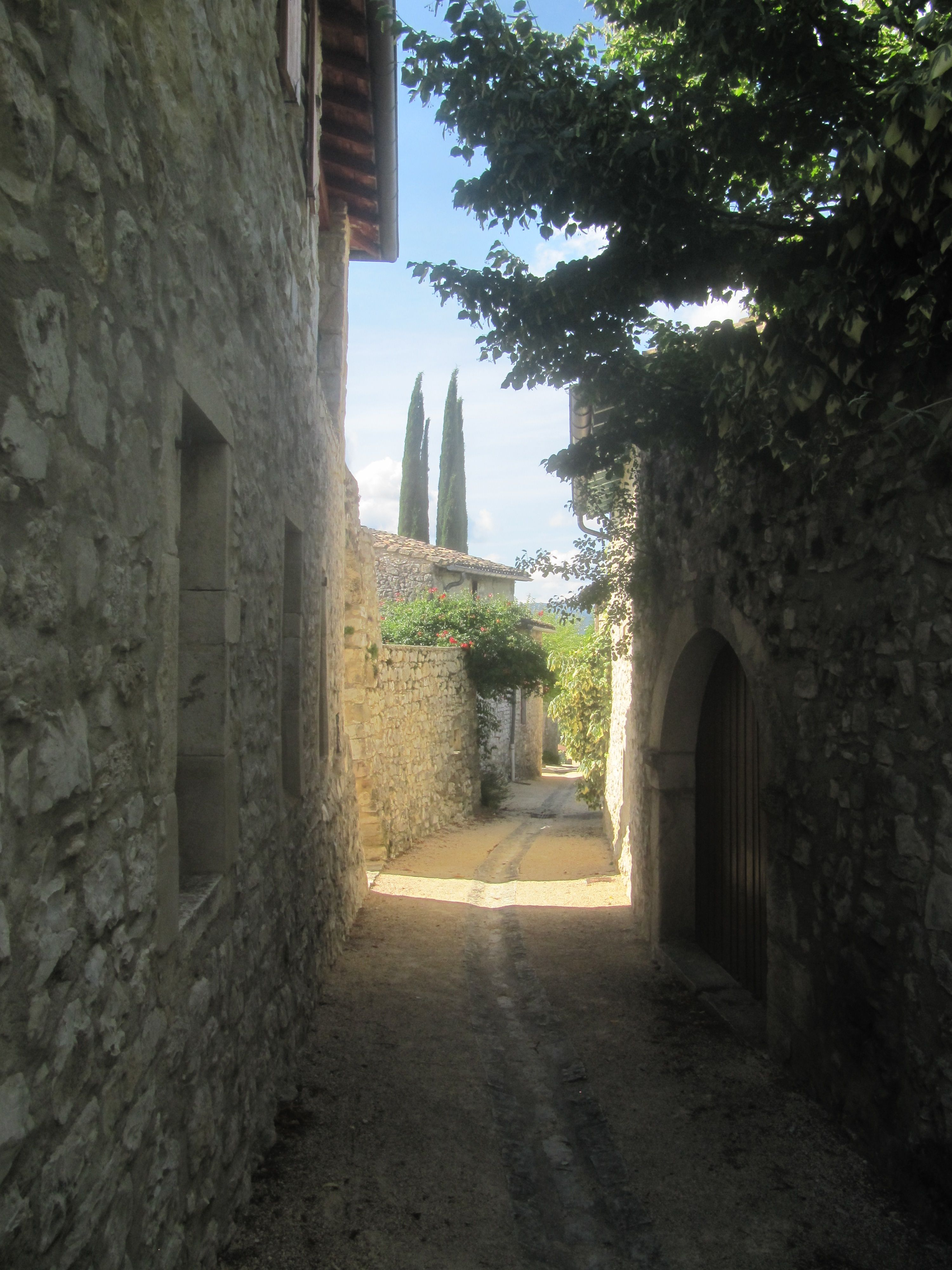
Ruelle du village.

### Patrimoine naturel
- La vallée de la Sye[25].
- La forêt communale de Combone, soumise au règlement de l'ONF, est divisée en quatre parties, toutes situées dans la partie nord-ouest de la commune[28].

### Héraldique, logotype et devise
| Blason à dessiner | Blason  | Inconnu.                                         |
| Blason à dessiner | Détails | Le statut officiel du blason reste à déterminer. |

## Pour approfondir